# هووارد بوکو
هووارد بوکو (انگلیسی: Håvard Bøkko؛ زادهٔ ۲ فوریهٔ ۱۹۸۷) اسکیت‌باز سرعت اهل نروژ است.